# Plaça Barberini
La Plaça Barberini (Piazza Barberini en italià) és una plaça de Roma, entre el Quirinal i les Horti Sallustiani, prop de la Fontana de Trevi; i pren el nom del Palau Barberini, actual Galeria Nacional d'Art Antic. Va ser realitzada sota la protecció del cardenal Francesco Barberini cap a 1625. Al centre d'aquesta hi ha dues fonts: Font del Tritó, obra de Gian Lorenzo Bernini de 1643, realitzada durant el papat d'Urbà VIII (Maffeo Barberini) i Font de les Abelles. Quatre dofins sostenen una enorme petxina en la qual el déu marí Tritó apareix assegut i llançant un raig d'aigua a través d'una petxina marina.